# Gunnar Öhlund (orienterare)
Stig Gunnar Roland Öhlund, född 9 augusti 1947 i Linköping, är en svensk orienterare.
Öhlund blev världsmästare 1974, då han deltog i det vinnande svenska stafettlaget . Hans bror, Göran Öhlund, är också världsmästare. Hans son, Erik Öhlund sprang VM 2008. 